# Серошевский, Вацлав Леопольдович
Ва́цлав Леопо́льдович Сероше́вский  (пол. Wacław Sieroszewski, 24 августа 1858 — 20 апреля 1945) — польский этнограф-сибиревед, писатель, публицист, участник польского освободительного движения. В 1933—1939 годах был президентом Польской Академии литературы. Впервые описал быт и нравы якутского народа.

## Биография
Серошевский происходил из польской мелкодворянской семьи, поместье которой было конфисковано после польского восстания 1863 года. По окончании гимназии занимался слесарной работой в ремесленной школе Варшавско-Венской железной дороги в Варшаве. Участвовал в рабочем движении, в 1879 годах за сопротивление полиции приговорён к восьми годам тюрьмы. Приговор был заменён ссылкой в Якутию, где Серошевский провёл 12 лет (1880—1892). Здесь он стал писать рассказы из жизни местных жителей и собирать этнографические материалы.

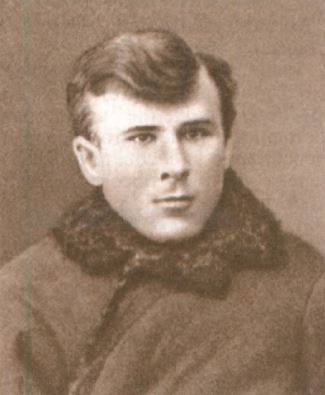
Вацлав Серошевский

В 1880 году в Верхоянске Серошевский женился на якутке Анне Слепцовой, у них родилась дочь Мария. В 1886 году Анна умерла. В 1892 году Серошевскому было разрешено свободное передвижение по Сибири. В Иркутске он закончил научный труд на русском языке под названием «Якуты. Опыт этнографического исследования» (т. I, СПБ, 1896; польск. изд. «Dwanaście lat w Kraju Jakutów», 1900), который был издан и премирован Географическим обществом. Этот труд является одним из наиболее полных исследований состояния традиционного быта и культуры якутов конца XIX века. В 1895 году Серошевский женился на Стефании Милановской.

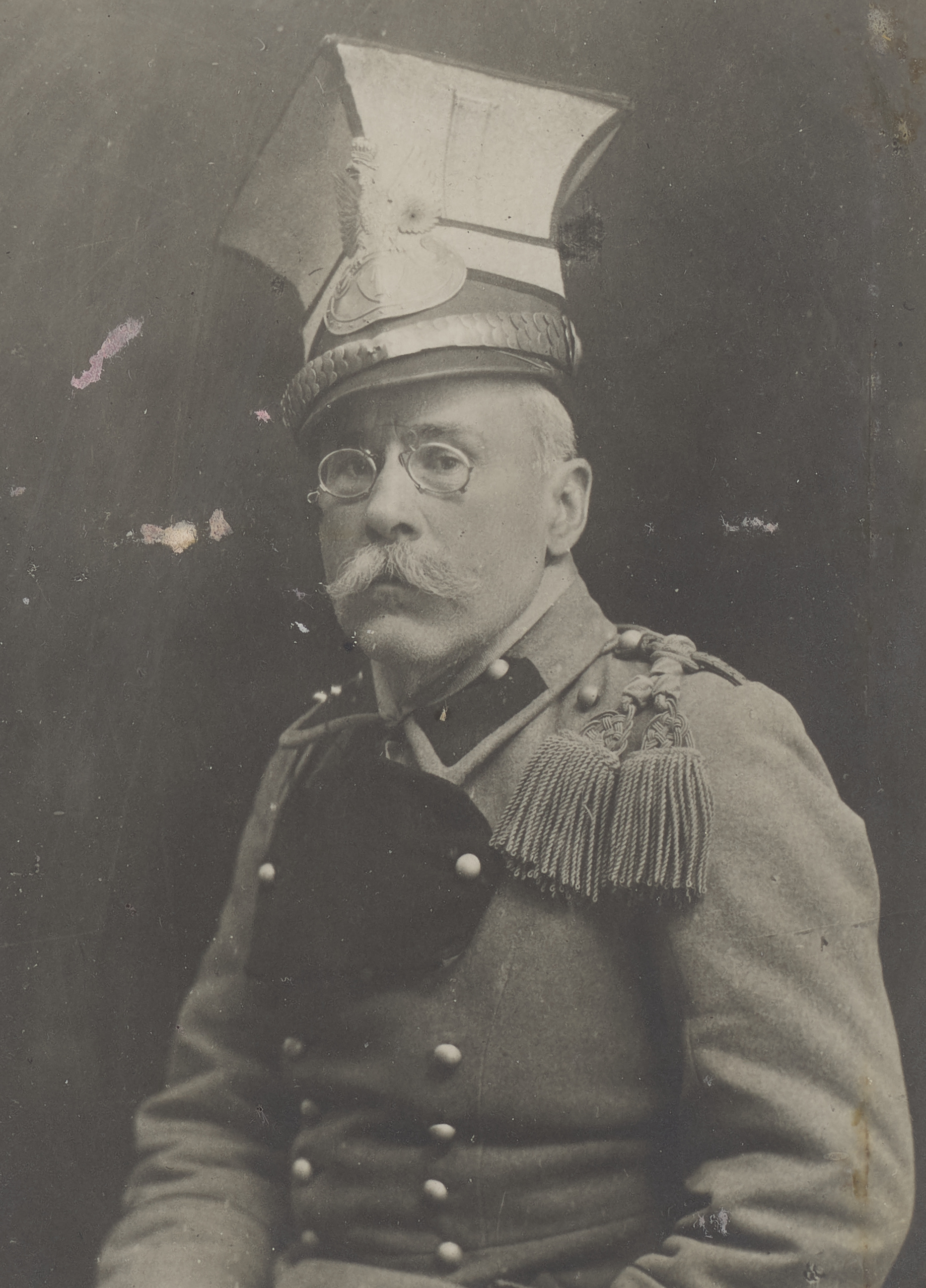
В. Серошевский в мундире

В 1898 году Серошевскому было разрешено вернуться на территорию Царства Польского. В конце 1890-х гг. путешествовал по Кавказу. В 1903 году вместе с другим польским этнографом, Брониславом Пилсудским, участвовал в экспедиции Русского географического общества к хоккайдским айнам, прерванной из-за осложнения отношений между Россией и Японией. После прекращения экспедиции побывал в Корее, Китае, на Цейлоне, в Египте и Италии. Материалы, собранные на Дальнем Востоке, легли в основу второго этнографического труда Серошевского «Корея» (польское изд. «Korea: Klucz Dalekiego Wschodu», 1905).
На польско-русском съезде в Москве 12 апреля 1905 года Серошевский произнёс речь о совместной борьбе, в которой были слова «za naszą wolność i waszą (за нашу и вашу свободу)», ставшие своего рода лозунгом для сочувствующих русско-польскому сближению. За статью в «Ежедневном Курьере», требовавшую отражения военного положения в Царстве Польском, амнистии и фактического осуществления свобод манифеста 17 октября, Серошевский был арестован и предан военному суду. Несмотря на энергичный протест «Союза в защиту свободы печати» («Русь» 1906 г., № 21), Серошевский не был освобождён и бежал за границу.
В 1910—1914 годах Серошевские жили в Париже, где были заметными персонами в эмигрантской среде. Вацлав был председателем Польского художественного товарищества, дома у Серошевских бывали Мария Склодовская-Кюри и Владислав Мицкевич.
В 1914 году Серошевский вступил в легионы Пилсудского. В 1918 году был назначен на пост министра информации и пропаганды во Временном правительстве Дашинского. В 1935—1938 годах — член Сената Польши.
Скончался от пневмонии в больнице в городке Пясечно недалеко от Варшавы. Был похоронен в Пясечно, в 1949 г. перезахоронен на кладбище Повонзки в Варшаве.

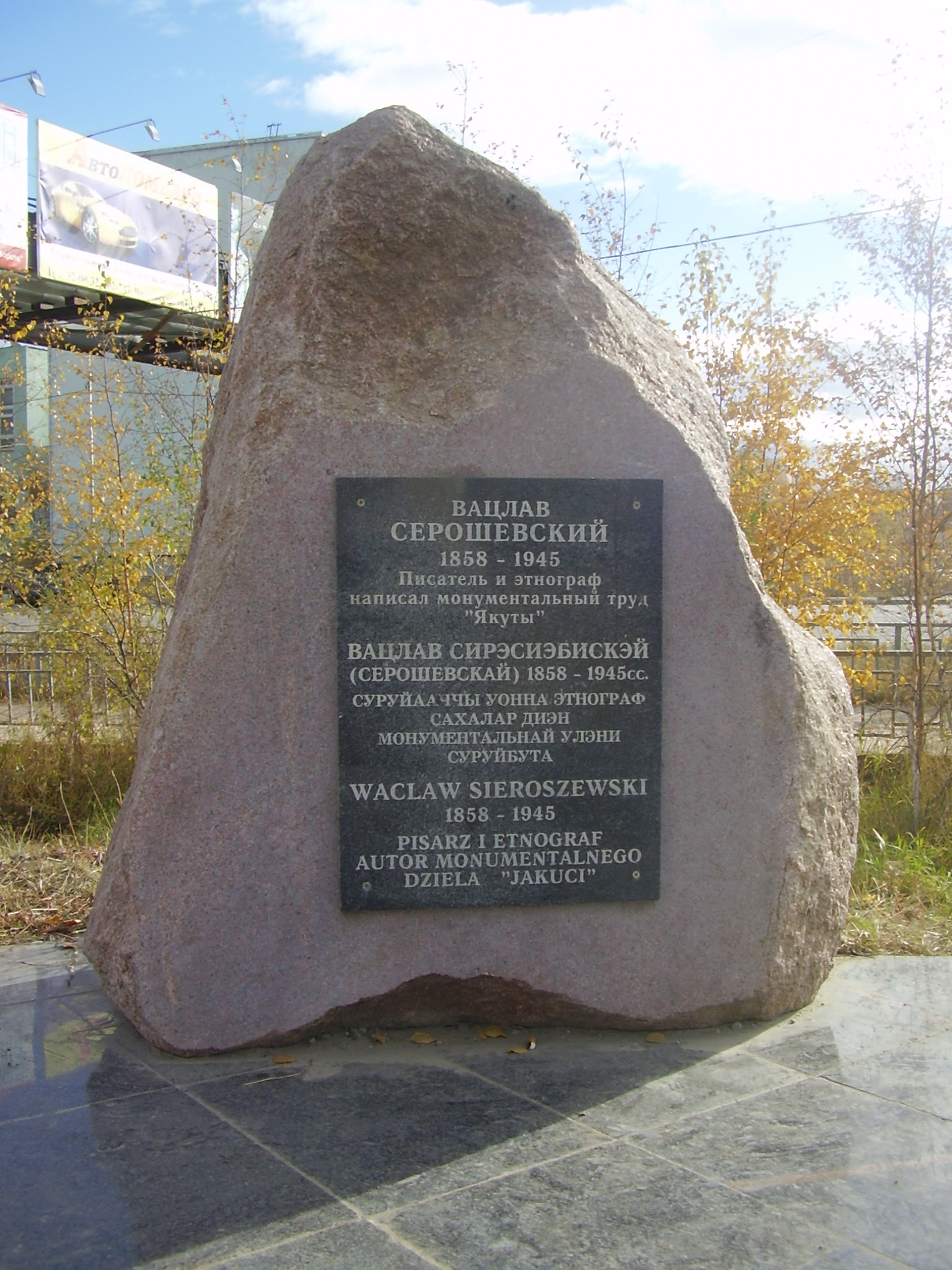
Камень В. Серошевского — часть мемориала польских ссыльных — исследователей якутской земли в Якутске (в 2023 году мемориал демонтирован)

## Литературные произведения
Первая новелла «Осенью» написана в 1884 году. Успехом пользовались его сибирские рассказы. Такие произведения, как «W ofierze bogom» (В жертву богам), «Risztau» (Риштау, Кавказ, 1899), «Na kresach lasów» (На краю лесов), «W matni» (В западне), «Chajłach» (Хайлах), «Kuli» (Кули), «Wśród lodów» (Среди льдов), «Dno nędzy» (Предел скорби), «Ucieczka» (Побег) и многие другие завоевали Серошевскому многочисленных читателей. Многие из его произведений были переведены на русский язык, некоторые самим автором.
Для произведений Серошевского характерны идеализм, гуманизм, вера в единство человечества. В его дальневосточных рассказах любовно изображается добродушие, наивность, гостеприимство местных жителей. Одним из критиков было замечено, что «якутский и тунгусский миры у Серошевского привлекают наше внимание больше тем, чем они похожи на нас, нежели тем, чем от нас разнятся».
По мотивам романа Серошевского «Предел скорби» поставлен фильм Алексея Балабанова «Река», а в фильме «Кочегар» главный герой перепечатывает по памяти рассказ «Хайлах».
По мотивам произведений Серошевского снят фильм якутского режиссера Владимира Мункуева «Нуучча».

### Переиздания
- Якутские рассказы. М.: Кудук, 1997.
- Якуты. Опыт этнографического исследования. М., 1993.

### Критика
- Фельдман В. В. Серошевский // «Критический альманах», кн. 2, М., 1910
- Залевский К. (псевд. Трусевича). К характеристике новейшей польской литературы // «Современный мир», 1912, IV.
- О труде Серошевского (быт якутов) // Изв. ВСОРГО. 1896. Т. 26, № 4—5. С. 285—302
- Башарин Г. П. История аграрных отношений в Якутии // 2003, «Арт-Флекс», Том первый, С. 19—22 ISBN 5-93253-017-0

### О Серошевском
- Армон В. Польские исследователи культуры якутов. М.: МАИК «Наука/Интерпериодика», 2001.
- Czachowski, K. Wacław Sieroszewski. Życie i twórczość. Łódź: Poligrafika, 1947.
- Kempf, Z. Orientalizm Wacława Sieroszewskiego. Wątki japońskie. Warszawa-Wrocław: Państwowe Wydawnictwo Naukowe, 1982.
- Małgowska, H. M. Sieroszewski i Syberia. Toruń: Uniwersytet Mikołaja Kopernika, 1973.
- Robert J. Theodoratus. Waclaw Sieroszewski and the Yakut of Siberia // Ethnohistory. 1977, V. 24, No. 2. P. 103—115